# آتش خواهد آمد
آتش خواهد آمد (گالیسی: O que arde) یک فیلم درام تولید مشترک بین‌المللی به زبان گالیسی به کارگردانی اولیور لاشه محصول سال ۲۰۱۹ است. این فیلم در بخش نوعی نگاه در جشنواره فیلم کن ۲۰۱۹ به نمایش درآمد و برنده جایزه هیئت داوران شده‌است.